# Londres appelle Pôle Nord
Pour plus de détails, voir Fiche technique et Distribution.
Londres appelle Pôle Nord (Londra chiama Polo Nord) est un film d'espionnage italien réalisé par Duilio Coletti et sorti en 1956.
Il est tiré du livre de souvenirs de guerre de Hermann J. Giskes (de) intitulé Spione überspielen Spione (traduit en français sous le titre Londres appelle Pôle Nord).

## Synopsis
L'agent de transmission britannique Mark Landers (nom de code « Pôle Nord ») et son poste radio sont capturés sur le territoire des Pays-Bas occupé par les troupes allemandes. Sous l'œil attentif du colonel nazi Bernes, il est forcé d'envoyer à Londres de faux messages mettant en danger les forces alliées. Cela débouche sur la capture de nombreux agents britanniques et résistants.
L'aviateur britannique John Guinness ainsi capturé réussit à s'évader. À son retour en Angleterre, il passe en cour martiale et est condamné à être pendu pour trahison, avec pour seule preuve un message radio de « Pôle Nord ». La charmante Mary Green se rend à Amsterdam pour enquêter.

## Distribution
- Curd Jürgens : colonel Bernes
- Dawn Addams : Mary Green
- Folco Lulli : « Gorille »
- René Deltgen : Hermann
- Dario Michaelis (it) : capitaine John Guinnes
- Albert Lieven : Matt
- Philippe Hersent : Mark Landers
- Lauro Gazzolo : colonel Richardson
- Matteo Spinola (it) : Chris
- Ludovico Ceriana : Herbert
- Christopher Hofer : Felix
- Alphonse Mathis : Mac
- Giacomo Rossi Stuart : Henry
- Stephen Garret : Wilhelm
- Edith Jost : Gerda
- Adriano Uriani : Allan
- Edoardo Toniolo : officier de la court martiale